# Pleurostachys guianensis
Pleurostachys guianensis là loài thực vật có hoa trong họ Cói. Loài này được Uittien miêu tả khoa học đầu tiên năm 1925.